# Polizeiruf 110: Fremde im Spiegel
Fremde im Spiegel ist ein deutscher Kriminalfilm von Ed Herzog im Auftrag des rbb aus dem Jahr 2010. Es ist die 315. Folge innerhalb der Filmreihe Polizeiruf 110, der sechzehnte Fall für Hauptmeister Horst Krause und der zwölfte und zugleich letzte Fall für seine Partnerin Johanna Herz.

## Handlung
Kriminalhauptkommissarin Johanna Herz erhält einen anonymen Anruf über einen Mord an einer Polizeischülerin. Herz und Krause suchen die Polizeischule auf. Dort ist Christine Teichow nicht zum Dienst erschienen. Ihre Mitschülerin Nicole Brennicke gibt an, dass ihre Kollegin kaum Freunde gehabt habe und seit dem tödlichen Unfall eines Mitschülers nicht mehr sehr zugänglich gewesen sei.
Nachdem die Ermittler herausgefunden haben, dass die Gesuchte vergangene Nacht ein Hotelzimmer gebucht hatte, finden sich dort Blutspuren und auch eine mögliche Tatwaffe, allerdings keine Leiche. Kommissarin Herz sucht daraufhin am Kanal, da der anonyme Anrufer davon sprach, dass die Leiche dort hineingeworfen worden sei. Außer einer Jacke mit Christine Teichows Autoschlüsseln findet sich jedoch nichts.
Kommissarin Herz ist sicher, dass der Schulleiter Martin Becker mit Christine Teichow ein Verhältnis hatte. Die Analyse ihrer E-Mails lassen diesen Schluss zu. Herz spricht ihn darauf an und er gibt dieses Verhältnis zu. Obwohl er das Ganze beendet habe, habe sie ihn weiterhin belästigt und unter Druck gesetzt, am Ende sogar mit einer angeblichen Schwangerschaft. Sie habe ihn in das Hotel bestellt und gedroht sich etwas anzutun, wenn er nicht bei ihr bleibe. Er habe dies nicht ernst genommen, woraufhin sie mit einer Flasche ins Bad gegangen sei und sich damit verletzt habe. Daraufhin habe er sie mit dem Auto ins Krankenhaus fahren wollen, doch an der ersten Ampel sei sie aus dem Wagen gesprungen und verschwunden.
Die Kommissarin hält es für möglich, dass Christine Teichow ihre eigene Ermordung inszeniert hat, um sich an Becker zu rächen. Alle Indizien sprechen zu eindeutig für ihn als Täter. Sie bittet Becker, Christine eine E-Mail zukommen zu lassen und sich mit ihr zu verabreden. Kurz darauf erscheint Christine Teichow wohlbehalten bei Beckers Frau und erklärt ihr, dass sie ein Kind erwarte und Becker sie heiraten wolle. Ebenso kontaktiert sie Nicole Brennicke, um ihr zu sagen, dass alles gut sei und Becker sie jetzt heiraten werde. Nicole berichtet ihrem Mitschüler Mike Kern davon, der darauf sehr wütend reagiert, sie werde alle verraten und seine polizeiliche Karriere sei damit beendet.
Während Herz und Becker am vereinbarten Treffpunkt auf Christine warten, ereilt sie die Nachricht von einem Brand im Elternhaus von Christine. Die Feuerwehr findet eine verkohlte weibliche Leiche und es ist davon auszugehen, dass es sich dabei um Christine handelt. Aufgrund von Mike Kerns Reaktion befürchtet Nicole, dass er Christine jetzt umgebracht haben könnte. Nachdem jedoch die Autopsie der Brandleiche eindeutig bestätigt, dass Christine nicht die Tote sein kann, hegen Herz und Krause einen bösen Verdacht. Sie fahren zu Beckers Wohnung und sehen durchs Fenster, wie Christine in den Kleidern von Marion Becker ihren Schulleiter mit einer Waffe bedroht. Die früher bereits involvierte Polizeipsychologin meint, Christine sei wohl eine Borderlinerin und habe sich in ihre eigene Welt zurückgezogen, aus der sie nur schwer wieder herauszuholen sei. Herz versucht auf das Spiel einzugehen und redet mit Christine, als sei sie Marion Becker. Allerdings steigert sie sich dabei noch weiter in ihre Rolle hinein. Erst als plötzlich Krause mit ihrem Polizeihund Haduk erscheint, löst sie sich aus ihrer Wahnvorstellung, und die bedrohliche Situation ist beendet.
Christine wird festgenommen und in einer psychologischen Einrichtung stationär betreut. Bei einem Besuch der Kommissarin erklärt sie, dass Marion Becker sie aufgesucht und mit einer Pistole bedroht habe. Nachdem sie sich gewehrt habe, habe Marion Becker plötzlich tot vor ihr gelegen. Als sie sich von der Kommissarin verabschiedet, entwendet sie deren Dienstpistole und erschießt sich.
Johanna Herz hatte schon seit längerem Zweifel an ihrem Beruf und nach diesem – für sie unverzeihlichen – Fehler packt sie ihre Sachen und ist fest entschlossen, zu ihrer Tochter nach Spanien zu gehen.
Krause bleibt zurück und behält Christines Hund als Ersatz für seine alte „Vera“, die sich ihren Ruhestand verdient hat.

## Hintergrund
Fremde im Spiegel wurde am 7. November 2010 im Ersten zur Hauptsendezeit erstmals ausgestrahlt. Krauses Hund „Vera“ geht in dieser Folge in den Ruhestand und er übernimmt „Haduk“, den Polizeihund einer Polizeischülerin.
Die durch den RBB erstellte und von Uta Maria Torp gesprochene Audiodeskription wurde 2011 für den deutschen Hörfilmpreis nominiert.

## Kritik
Rainer Tittelbach von tittelbach.tv bewertet diesen Polizeiruf positiv und schreibt: „Johanna Herz ermittelt Potsdam-gemäß unspektakulär und Horst Krause ist mal wieder ganz Horst Krause. In der psychologischen Schluss-Offensive gibt es dann noch einen schauspielerischen Höhepunkt – und auch Ed Herzogs Bild-Regie, die stilvoll zwischen ‚New Look‘ und Potsdamer ‚Old School‘ wechselt, kann sich sehen lassen. Fazit: ein typischer Kogge-Ausstand. Ehrlich, authentisch, gut!“
Bei der Frankfurter Allgemeinen resümiert Lena Bopp sehr anerkennend und meint: „Es liegt […] eine wunderbare Melancholie über diesem Film […], den Ulrich Reuter mit fabelhafter Musik unterlegt hat. Das alles ist so gut gelungen, dass man auch die ein oder andere Schwäche des Drehbuchs […] gerne verzeihen möchte. […] Das Ende wartet […] mit durchaus überraschenden Wendungen auf, die Johanna Herz aber nur in dem bestätigen, was sie die ganze Zeit spürte: Es ist Zeit, zu gehen. Und das könnte nicht besser gelingen als in diesem Film.“
Die Kritiker der Fernsehzeitschrift TV Spielfilm vergaben eine mittlere Wertung (Daumen zur Seite), meinten „die Ermittlungen laufen zäh in einem Fall, der von allem zu viel hat: falsche Spuren, Nebenfiguren, Seelenpein und depressive Musik“ mit einem „fast grotesken Hitchcock-Finale“ und befanden Fremde im Spiegel als „ambitioniert, aber zu dick aufgetragen“.